# Polyrhachis modesta
Polyrhachis modesta é uma espécie de formiga do gênero Polyrhachis, pertencente à subfamília Formicinae.